# Carl Gustaf af Leopold
Carl Gustaf Leopold, 1809 adlet af Leopold (født 1756 i Stockholm, død 9. november 1829 sammesteds) var en svensk digter. 
Leopold blev døbt den 3. april 1756 i Maria Magdalena församling. Han var søn af en toldkontrollør og kom i barneårene til provinsen (Norrköping, Söderköping, Linköping) og herfra som 17 år gammel student til Uppsala. Han var både et lyst hoved og en flittig ung mand, der snart røbede stor belæsthed i de skønne videnskaber og var hjemme i lige grad i klassiske autores og filosofiske forfattere. Leopold samlede første gang større opmærksomhed om sit navn ved en Ode med anledning af kronprinsens födelse (1778), der dog blev mødt med en streng kritik af Sveriges første smagsdommer Kellgren, som i nogle år bragte Leopold til at tie. Imidlertid stod de to mænd hinanden nærmere, end måske nogen af dem tænkte. Leopold var i virkeligheden opdraget i samme poetiske skole som Kellgren, hvad han viste ved de småarbejder, han — hjemvendt fra et studieophold i Greifswald — henimod 1780'ernes midte offentliggjorde. Særlig opsigt vakte hans fire Erotiska Oden, studier efter Catul og andre 
antikke erotiske sangere i fransk smag, elegant og formfuldendt rokokopoesi. Posten som den æstetiserende Gustav III's litterære adjudant, den Kellgren havde forsmået, var ledig; formående beskyttere fik stukket Leopold herind, og det varede ikke længe, inden den smidige og ikke så uafhængighedslystne Leopold blev kongens fortrolige og intime litterære ven. Mest kendt er det Skaldebref, som Leopold tilegnede sin kongelige mæcen; i en blanding af alvor og skæmt prises kongens sejrsvindinger i formfuldendte strofer. 
Med kongens død var Leopolds stilling som poetisk hofmand forbi, men derfor var hans anseelse på det svenske parnas ingenlunde i dalen. Tværtimod må det siges, at Leopold kommer til at stå som den typiske og mest alsidige repræsentant for oplysningstidens poesi i Sverige. Han har mange strenge på sin lyre. Efter ungdomsårenes lettere poesier kaster han sig med forkærlighed over læredigtet og betegner det højdepunkt, hvortil denne art digtning kan hæve sig. Hans læredigte (for eksempel Predikaren, Försynen) er tørre, men i formel henseende ypperlige. De prædiker en beskeden og vemodig filosofi. Livets intethed ligger klar for os, men et beskedent mål af lykke kan hvert menneske skabe sig; det gælder at huske på, at mennesket ikke er tingenes midtpunkt, men at alting er relativt. Denne resignationsfilosofi er også karakteristisk for Leopold som prosaist. I 1792 begyndte han at udgive et blad Extraposten, og her fik han rigelig lejlighed til at tale den "fornuftige" poesis sag over for folk som Thorild og hans tilhængere, der med foragt så ned på den nøgterne Leopold, og hvis Sturm und Drang til gengæld var denne inderlig imod. Her tog han også ordet for religionsfrihed og skrev i oplysningstidens ånd om fornuft og udødelighed, små essays, som han senere omformede til større filosofiske afhandlinger, for eksempel Ideer till en populär filosofi öfver Gud och odödligheten (i "Samlade Skrifter III"). Extraposten huser også en meget betydelig del af Leopolds digte, både refleksionsdigte (som Religionen, Vänskapen, Förtjänsten) og enkelte satirer (som Byxorna, Mina nya rum) samt landlige idyller i Voss' stil (Eglé og Annette). 
Leopold er overhovedet litterær verdensmand: han kan alt, hvad han giver sig i kast med, han virker altid behagelig og underholdende, men han betager aldrig. Da Extraposten efter 3 års forløb gik ind, brugte Leopold særlig Georg Adlersparres tidsskrift Läsning i blandade ämner (1797—1801) som livorgan. 1800—02 udgav han 3 bind "Samlade Skrifter", digt og prosa mellem hinanden, der bragte ham både ære og fordel. Thi på dette tidspunkt ansås Leopold almindeligvis for Sveriges betydeligste digter. Hans to tragedier Oden eller Asarnes Utvandring og Virginia, udprægede børn af Frankrigs pseudoklassiske muse, skattedes af samtiden som det ypperste i svensk dramatik. Det var Leopolds held, at han helt igennem — både som digter og moralfilosof — faldt i tråd med sin samtids livsanskuelse. Leopold holdtes også for at være tidens første stilist. Det svenske Akademi benyttede hans pen og arbejde for gennemførelsen af en forbedret retskrivning (Akademiens stafningslära, 1801). Han blev medlem af kanslistyrelsen og deltog kraftigt i arbejdet for at skaffe Sverige en tidssvarende trykkefrihedsordning. Leopold var i det hele en frisindet mand, og han nød stor agtelse fra alle kanter, undtagen hos de unge romantikere (fosforisterne), der væltede al deres uvilje mod den svundne tid, mod det regelrette, mod den akademiske smag over på Leopold, hovedsagelig vel fordi han var den længstlevende af den gamle skoles mænd. Da Leopold som gammel ramtes af den tunge skæbne at miste sit syn, blev han, "De skønne Videnskabers Patriark", sammenlignet med den blinde sanger Teiresias. Og det føltes, som en tidsalder sank i graven, da han lukkede sine øjne. En fuldstændig udgave af hans "Samlede Skrifter" udkom 1818—31.